# Impluvium

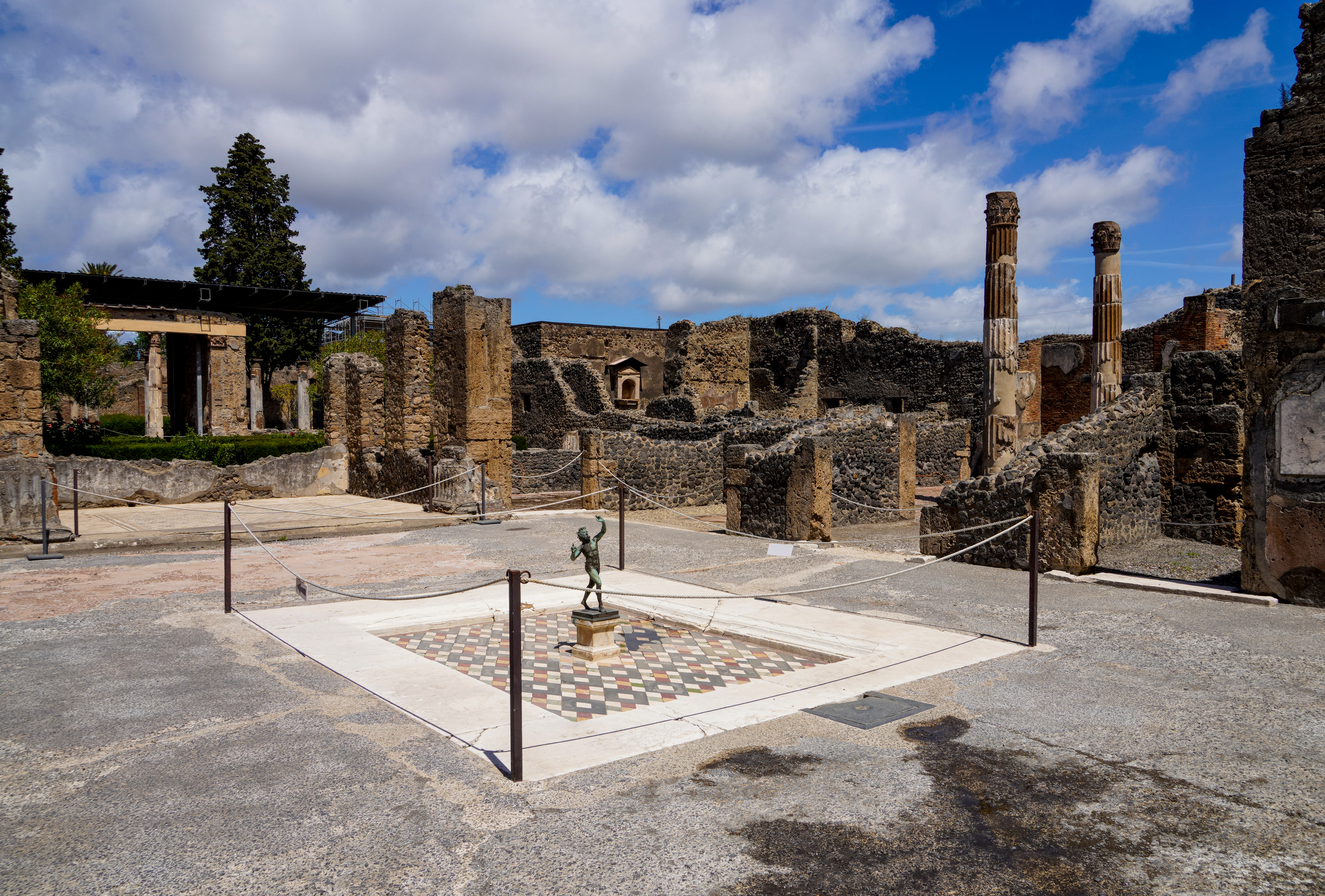
Impluvium amb estàtua de faune ballant

L'Impluvium és una mena d'estany rectangular amb fons pla, dissenyat per recollir l'aigua de la pluja, que es trobava en el vestíbul de les antigues cases (domus) dels grecs, etruscs i romans.
A l'impluvium es recollia l'aigua de pluja que entrava a la casa a través del compluvium, una obertura central situada al sostre, per on entrava també la llum del sol que il·luminava l'atri i totes les habitacions adjacents.
L'impluvium se situava uns 30 cm per sota del nivell del terra i sovint estava connectat a una cisterna on s'emmagatzemava l'excés d'aigua, que podia ser utilitzada en moments de necessitat. Aquesta cisterna també regulava la calor de la casa en períodes de calor excessiva.
Els impluvium de les domus romanes, que normalment pertanyien a famílies patrícies, a vegades estaven construïts en marbre i adornats amb petites estàtues. A Pompeia, durant les excavacions de la Casa del Faune, una de les cases privades més luxoses de l'antiga ciutat, es va descobrir un impluvium amb una estàtua de bronze d'un faune ballant al centre, que en l'actualitat es conserva al Museu Arqueològic de Nàpols.